# Serhij Bilousjtjenko
Serhij Okhrimenko Bilousjtjenko (på ukrainsk: Білоущенко Сергій Олександрович) (født 16. september 1981 i Tjaplinka, Sovjetunionen) er en ukrainsk tidligere roer.
Bilousjtjenko var en del af den ukrainske dobbeltfirer, der vandt bronze ved OL 2004 i Athen. Bådens øvrige besætning var Serhij Hryn, Oleh Lykov og Leonid Sjaposjnikov. Ukrainerne fik bronze efter en finale, hvor Rusland vandt guld mens Tjekkiet tog sølvmedaljerne. Han deltog i samme disciplin vedOL 2008 i Beijing, hvor ukrainerne blev nr. 8.
Bilousjtjenko vandt, som del af den ukrainske dobbeltfirer, desuden VM-sølv ved VM 2006.

## OL-medaljer
- 2004:  Bronze i dobbeltfirer